# مستر پرفکت
کورت هنیگ (انگلیسی: Curt Hennig; ۲۸ مارس ۱۹۵۸مرگ ۱۰ فوریهٔ ۲۰۰۳) ملقب به مستر پرفکت کشتی‌گیر کشتی حرفه‌ای، و مربی (کشتی حرفه‌ای) اهل ایالات متحده آمریکا بود.
وی همچنین دارنده مقام تالار شهرت دبلیو دبلیو ای شده‌است.